# Echium rubrum
Echium rubrum là loài thực vật có hoa trong họ Mồ hôi. Loài này được Forssk. mô tả khoa học đầu tiên năm 1775.